# Château de Dizimieu
Le château de Dizimieu est un château situé dans la commune de Dizimieu, en Isère.
L'édifice, ancienne maison forte, construit durant le Moyen Âge, puis reconstruit au XVIIIe siècle, ruiné puis restauré au XIXe siècle, fait l'objet d'une inscription partielle au titre des monuments historiques par arrêté du 8 juin 1988.

## Situation et description

### Situation
Le château est situé sur le territoire de la commune de Dizimieu, à quelques kilomètres à l'ouest de l'agglomération lyonnaise, dans la partie septentrionale du département de l'Isère et plus précisément dans  l'arrondissement de La Tour-du-Pin .

### Accès
Selon les références toponymiques fournies par le site géoportail de l'Institut géographique national, l'édifice domine la partie sud du bourg, près du hameau et du Bois du Combiau. La route départementale 140e (RD140e) passe au pied de la colline qui supporte le château, celle-ci permettant de rejoindre la RD 517, route qui relie Lyon à Morestel.
Les autoroutes les plus proches sont l'A432 (sortie n°4) et l'A43 (sortie n°7). La gare ferroviaire la plus proche de la commune est la gare de Lyon-Saint-Exupéry TGV.

### Description
Les parties protégées (au titre des monuments historiques) de l'édifice sont les deux pavillons d'entrée, la tour Ouest et la tour Est.

## Histoire
Alors simple maison forte, le château de Dizimieu est mentionné en 1345. Sa première description connue est effectuée en 1687 et le présentant constitué d'une salle basse, d'une chapelle, d'une grande cuisine avec une cave voûtée, un four et des appartenances. 
Le fief de Dizimieu appartenait à la famille Martin dite de Dizimieu. Louis, Hugues et Balathazard de Dizimieu participèrent aux guerres d'Italie. César, comte de Dizimieu fut nommé chevalier de l'ordre du Saint-Esprit par le roi Louis XIII et son fils Jérome de Dizimieu fut gouverneur de Vienne et grand maître des eaux et forêts de la province du Dauphiné.
Jusqu'à la Révolution française, le château appartient aux descendants des Martin de Dizimieu. La construction d'un nouveau château est entreprise entre 1740 et 1773. L'édifice, en mauvais état, sera ensuite abandonné et servira de ferme. Après 1861, une reconstruction partielle de l'ancien château médiéval est entreprise. La chapelle date de 1610 et accueille les sépultures des seigneurs de Dizimieu[réf. souhaitée].